# Савицький Костянтин Амосович
Костянти́н Амо́сович Савицький (* 19 травня (1 червня) 1901, Піщанка — тепер районний центр Вінницької області — ? після 1981) — український вчений радянських часів, 1965 — доктор сільськогосподарських наук, 1972 — професор, 1981 — заслужений діяч науки УРСР, нагороджений медалями.

## Життєпис
1929 року закінчив факультет організації сільського господарства Київського політехнічного інституту.
В 1929—1933 роках працює у бюро стандартизації сільськогосподарських машин при Київському інституті машинознавства як експериментатор, згодом завідує опорним пунктом Всесоюзного інституту зернового господарства в місті Грозний.
З 1933 року — заступник директора зернорадгоспу «Старобільський».
У 1935—1967 роках працює старшим науковим працівником Українського НДІ соцземлеробства, з 1967 — консультантом.
Його праці стосуються питань агротехніки гречки та круп'яних культур.
Розробив прогресивну технологію виробництва гречки — була впроваджена в сільськогосподарському виробництві часу СРСР.
Опубліковані його праці:
- 1956 — «Агротехніка проса в Лісостепу», разом з Михайлом Мартиновичем Буцерогою,
- 1960 — «Досвід вирощування озимої пшениці в Україні»,
- 1960 — «Агротехніка вирощування високих урожаїв гречки»,
- 1964 — «Агротехніка найголовніших сільськогосподарських наук»,
- 1968 — «За високі врожаї гречки і проса»,
- 1970, 1990 — «Гречка. Технологія вирощування»,
- «Прогресивна технологія вирощування гречки», 1985.